# 清水治美
清水 治美（しみず はるよし、1961年9月25日 - ）は、埼玉県比企郡川島町出身の元プロ野球選手（投手）。

## 来歴・人物
川越商業高では2番手投手だったが、卒業後に入社した社会人野球の日本通運で2種類の落差のあるカーブ、シンカー、シュートを武器に頭角を現した。第54回都市対抗野球大会では先発。高校の2年先輩には仁村薫がいる。
1983年のプロ野球ドラフト会議で中日ドラゴンズから6位指名を受けた。しかし、諸事情により入団は1年遅れ、1984年のシーズン終了後に入団し1985年からのプレーとなった。入団時の契約は、契約金3500万円、推定年俸400万円だった。
当時の中日には、都裕次郎以外、先発ローテーションとして計算できる左投手がいなかったため、即戦力として期待されていたが、同年は故障に悩まされ、一軍公式戦では1試合も登板できなかった。翌1986年も一軍登板はならず、この年限りで限りで現役を引退した。
引退後は1987年から中日で打撃投手を務めている。中日の主力打者として活躍し「ミスタードラゴンズ」とうたわれた立浪和義は、1988年の入団から2009年に現役を引退するまで、左の打撃投手を務めていた清水と、1999年以降右の打撃投手を務めた平沼定晴を、それぞれ最も信頼する打撃投手として挙げていた。2021年オフに中日を去り、2022年11月より名古屋市内で居酒屋の大将を務めている。

## 詳細情報

### 年度別投手成績
- 一軍公式戦出場なし

### 背番号
- 16 （1985年 - 1986年）
- 86 （1987年 - 1989年）
- 95 （1990年 - 1991年）
- 104 （1992年 - 1995年）
- 115 （1996年 - 2022年）